# Burg Wolkenstein (Südtirol)
Die Burg Wolkenstein ist eine mittelalterliche Burgruine in Wolkenstein in Gröden, in Südtirol, Italien.

## Lage
Die Ruine liegt an der Einmündung des Langentals ins Grödner Tal über 1600 Meter hoch in der Felswand der Stevia und damit in der Puezgruppe der Dolomiten. Die kleine Burg hatte mit der Bewachung des Übergangs über das Grödner Joch ins Gadertal eine wichtige strategische Funktion.

## Geschichte
Die Burg ist die Stammburg der Tiroler Adelsfamilie Wolkenstein-Trostburg – einer Seitenlinie der Herren von Villanders –, in deren Besitz sich die Ruine bis heute befindet. Die Burg stammt aus dem 13. Jahrhundert und war um 1240 im Besitz von Heinrich von Kastelruth. Sie wurde 1293 zusammen mit dem Gericht Wolkenstein von Randolt von Villanders erworben, einem Vorfahren des späteren Geschlechts der Wolkensteiner. Bei einer Erbteilung 1407 fiel sie an Michael von Wolkenstein († 1443), den älteren Bruder des spätmittelalterlichen Dichterkomponisten Oswald von Wolkenstein. Die Burg wurde Ende des 15. Jahrhunderts von den Venezianern erstürmt, 1525 zunächst wiederaufgebaut, diente dann als Gerichtssitz und verfiel schließlich. Erhalten sind nur noch die nach Süden gerichtete Talwand und der Vorhof.

## Anlage
Die Burg war ursprünglich als Variante einer Höhlenburg direkt an die Felswand gebaut und hatte offenkundig einen dreieckigen Grundriss. Sie ist unter einem Felsüberhang gelegen, der zugleich als Dach diente.

## Galerie

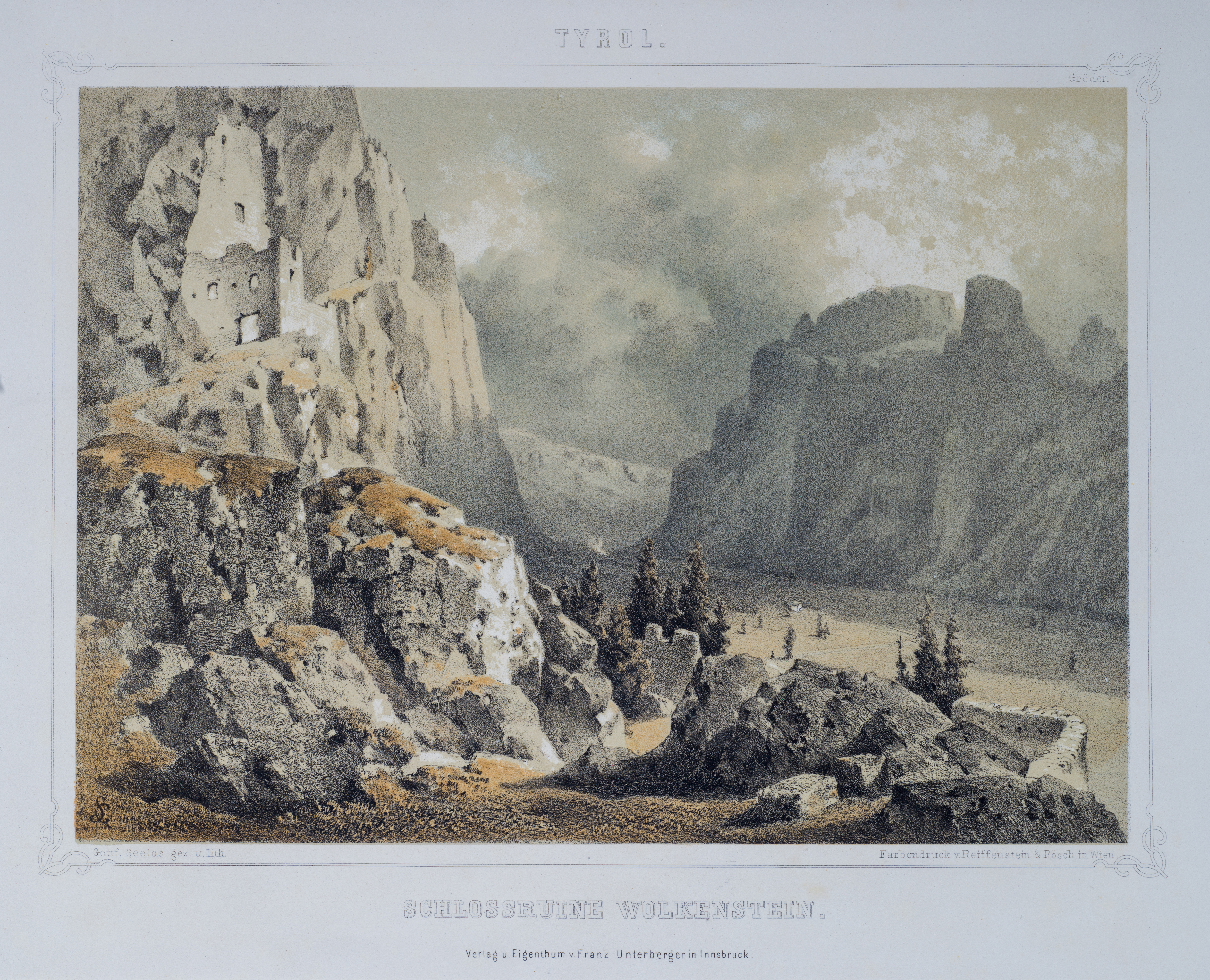
Lithografie nach einer Zeichnung von Gottfried Seelos (ca. 1850)
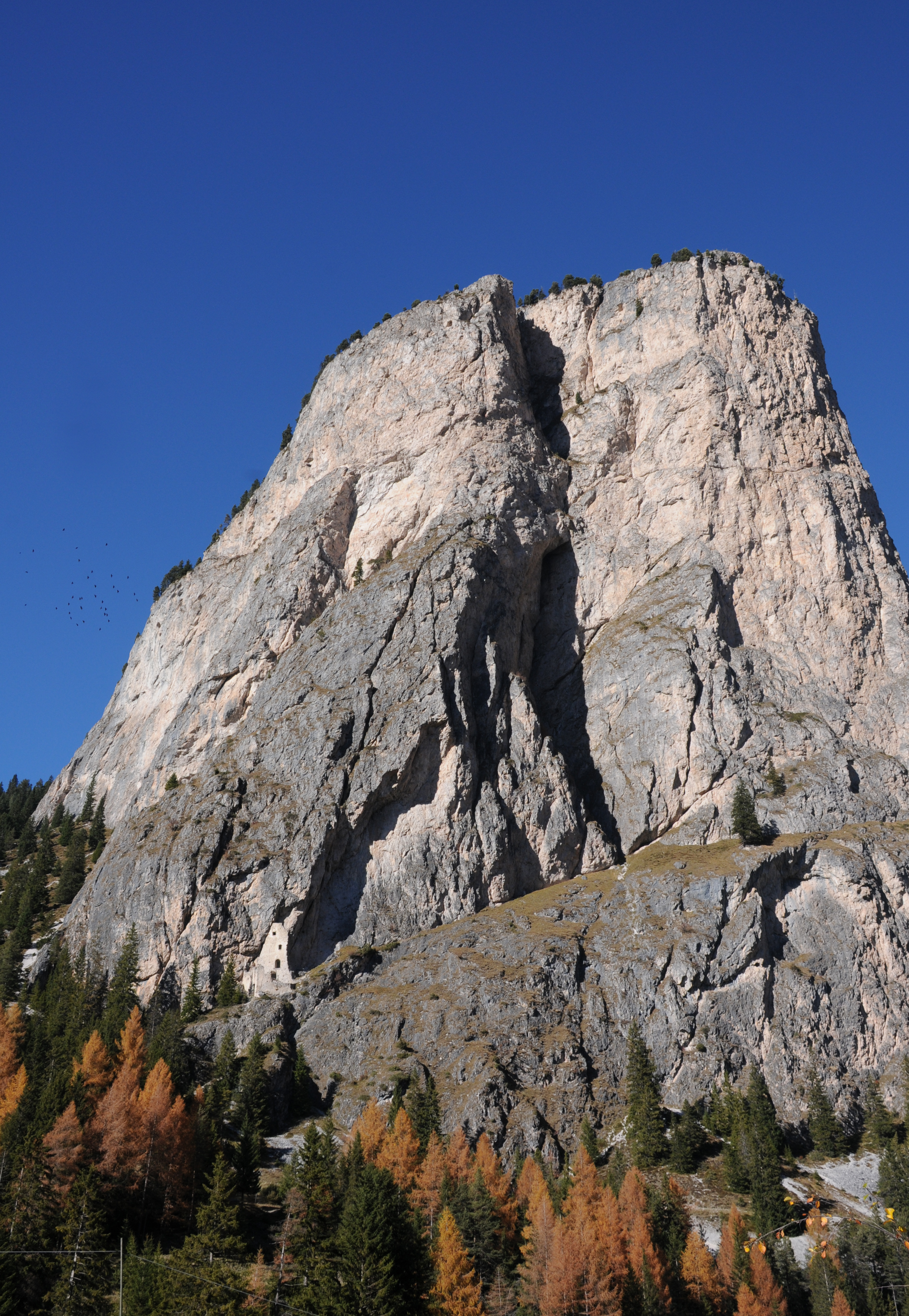
Stevia am Eingang des Langentals mit der Burgruine Wolkenstein
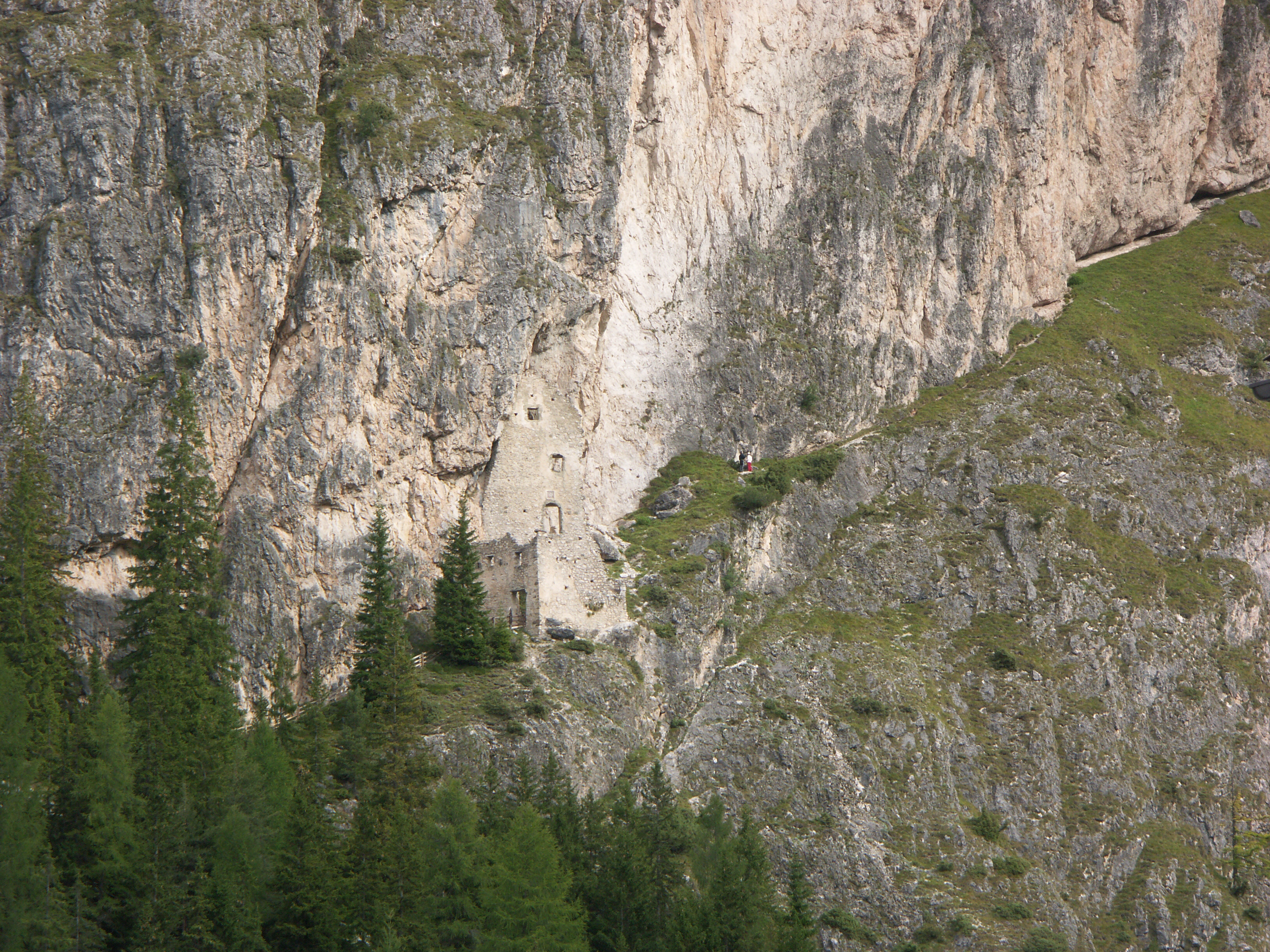
Burgruine Wolkenstein, kaum in der Felswand der Stevia zu erkennen
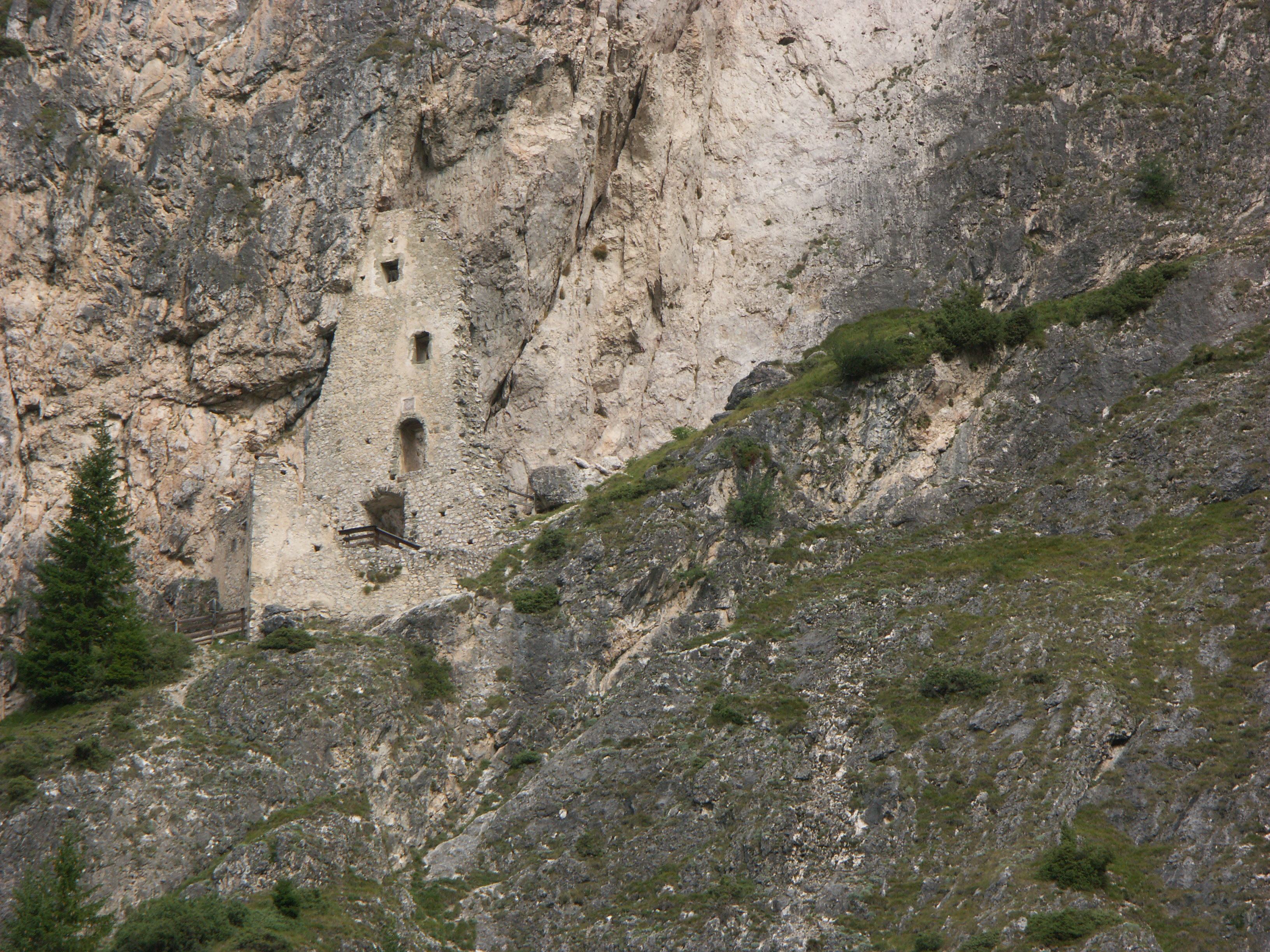
Burgruine Wolkenstein, nur noch die Talwand ist erhalten
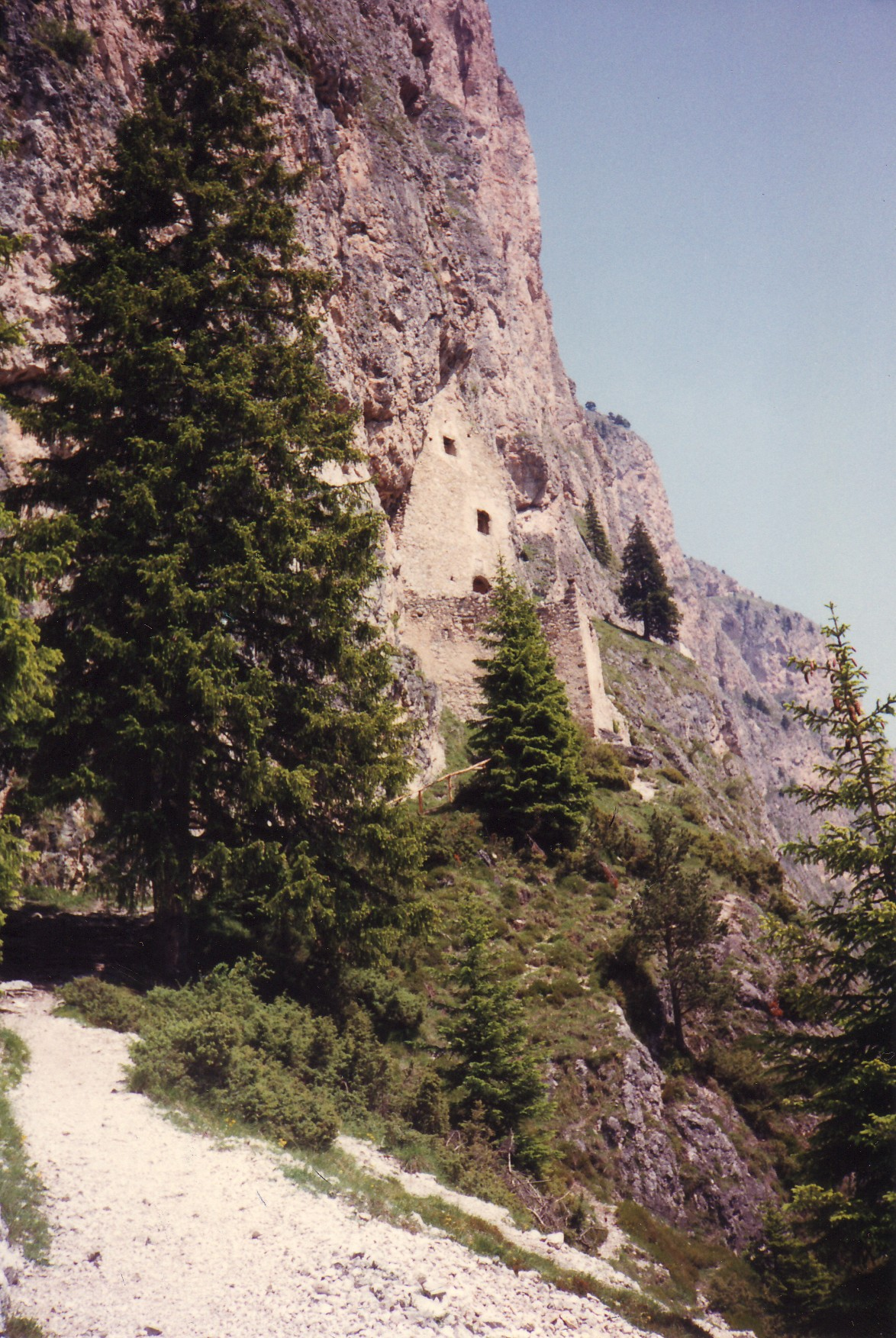
Burgruine Wolkenstein
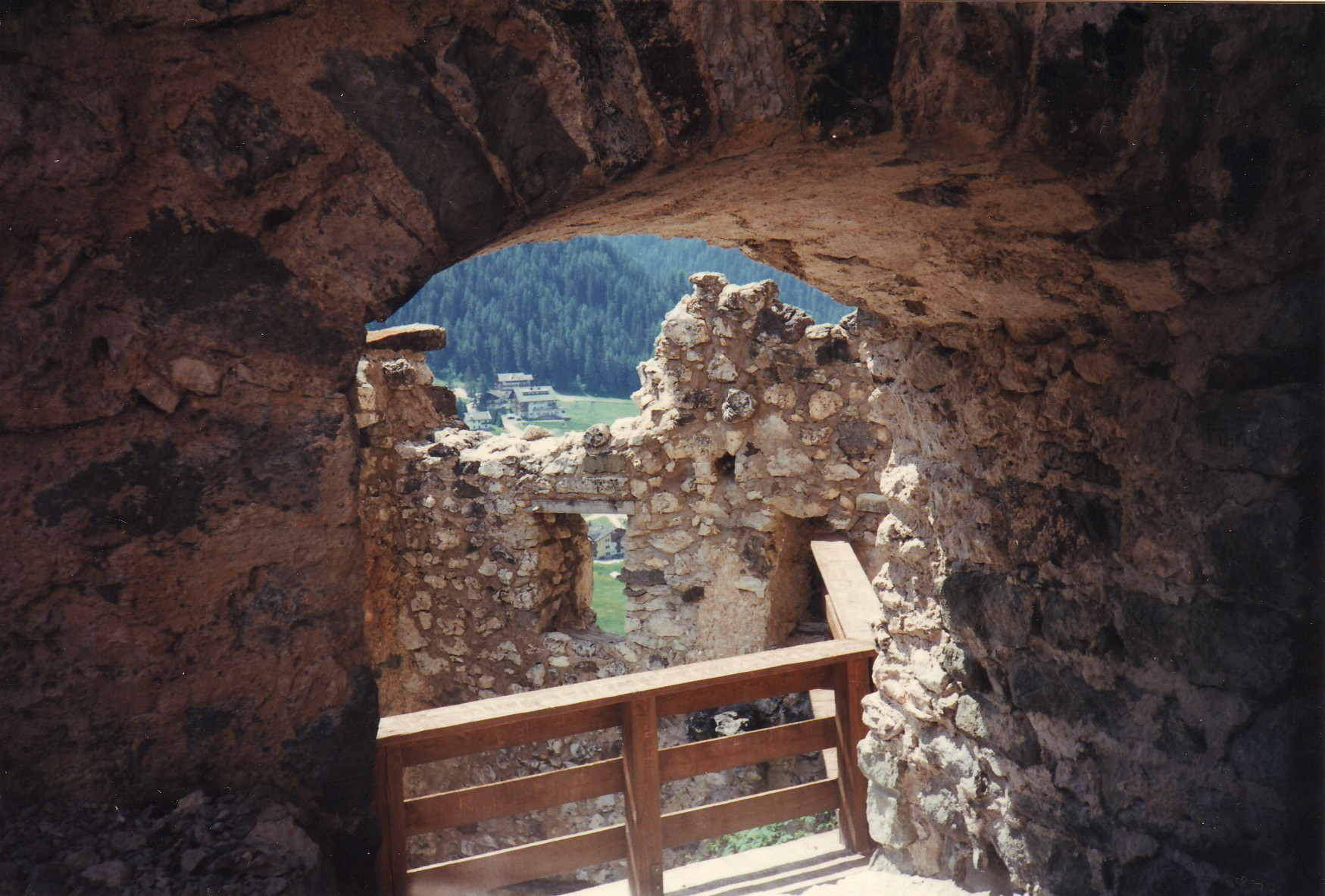
Ansicht aus dem Inneren der Ruine